# TeXnicCenter
TeXnicCenter est un logiciel libre sous la licence GNU GPL version 2, qui se présente sous la forme d'un environnement de développement intégré pour le langage LaTeX sous Windows. Il est basé sur les distributions MiKTeX ou TeX Live. Il permet à l'utilisateur d'éditer un document LaTeX et de le compiler dans les formats PDF, DVI ou PS. Un menu permet un accès simple et rapide aux éléments usuels (formules, symboles, sections). Il permet également la création de projets pour organiser et accéder aux sections et environnements des documents, et pour insérer une bibliographie (avec BibTeX) ainsi qu'un index (avec MakeIndex). Cependant, TeXnicCenter n'est pas un éditeur WYSIWYG.

## Interopérabilité avec d'autres logiciels
TeXnicCenter est conçu pour fonctionner avec une distribution MiKTeX. Après son installation, TeXnicCenter reconnaît MiKTeX et configure automatiquement les variables paths pour les compilateurs en ligne de commande fournis avec MiKTeX. De la même façon, Adobe Reader est automatiquement configuré comme visionneuse pour les documents PDF générés. Acrobat peut également être configuré pour fermer et ouvrir les fichiers PDF entre chaque compilation avec LaTeX. Ces opérations sont accomplies par l'intermédiaire du protocole Dynamic Data Exchange : elles sont documentées dans la présentation du système IAC Acrobat et le guide de référence du système IAC Acrobat.
On trouve sur le web les instructions pour configurer TeXnicCenter avec Adobe Reader 7.x. Ces instructions sont valables pour Adobe Reader 8.0.0, excepté les appels DDE qui doivent être modifiés à cause d'un bug.